# هوغو غيماريس سيلفا سانتوس ألميدا
هوغو غيماريس سيلفا سانتوس ألميدا (بالبرتغالية: Hugo Guimarães Silva Santos Almeida‏) (6 يناير 1986 في البرازيل – )؛ هو لاعب كرة قدم كان يلعب كمهاجم.

## وصلات خارجية
- هوغو غيماريس سيلفا سانتوس ألميدا على موقع الاتحاد الدولي (مؤرشف)  (الإنجليزية)
- هوغو غيماريس سيلفا سانتوس ألميدا على موقع رابطة كرة القدم اليابانية للمحترفين (اليابانية)
- هوغو غيماريس سيلفا سانتوس ألميدا على موقع قاعدة بيانات كرة القدم.إي يو (الإنجليزية)
- هوغو غيماريس سيلفا سانتوس ألميدا على موقع Soccerway.com (الإنجليزية)
- هوغو غيماريس سيلفا سانتوس ألميدا على موقع عالم كرة القدم.نت (الإنجليزية)